# Charles Willard Moore

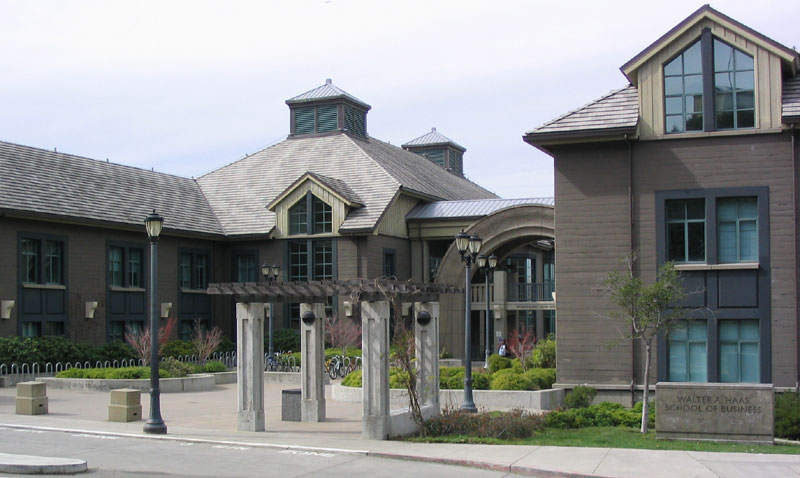
La Escuela de Negocios Hassde la Universidad de California en Berkeley, diseñada por Moore y terminada dos años después de su fallecimiento.

Charles Willard Moore (Benton Harbor, Michigan, 31 de octubre de 1925 – Austin, Texas, 16 de diciembre de 1993) fue un arquitecto, profesor y escritor estadounidense.

## Biografía
Se graduó en arquitectura en la Universidad de Míchigan en 1947 y posteriormente se doctoró en Princeton en 1957, donde permaneció un año más trabajando como becario postdoctoral. En ese breve periodo de tiempo fue asistente de Louis Kahn y alumno de Enrico Peressutti. Paralelamente, llevó a cabo algunos de sus primeros trabajos, como una casa para su madre en Pebble Beach, California, a la vez que trabajó para el arquitecto Wallave Holm en Monterrey durante los meses estivales. Precisamente debido a esa vinculación con dicha ciudad, su tesis doctoral se centró en la investigación acerca de las formas de preservar e integrar las viviendas tradicionales de adobe allí existentes dentro del tejido de la ciudad. Fue titulada “El agua y la arquitectura” y, años más tarde, sería editada como libro bajo el mismo título.
La figura de Moore es asociada a una generación de arquitectos estadounidenses que buscaron desvincularse del movimiento moderno, como fueron Robert Venturi, Romualdo Giurgola, Donlyn Lyndon, William Turnbull Jr., Richard Peters y Hugh Hardy.
Como arquitecto, cabe señalar que el conjunto de su obra cuenta con la característica común de no seguir los cánones de la arquitectura del movimiento moderno. Ello lo consigue a través de la inclusión de elementos heterogéneos que se distancian de la geometría ordenada y racional propia de dicho estilo. Así, su producción queda englobada dentro del postmodernismo. Algunos de sus proyectos más significativos son la casa Orinda, construida en 1962 en California, que destaca por una cubierta piramidal; en el año 1963, Charles Moore y su equipo (MLTW) construyen el proyecto para el Condominio I en el Sea Ranch, un complejo vacacional de casas de madera y el club deportivo, en Sonoma, California, ambos ejemplos de integración en el paisaje; las viviendas de Church Street en New Haven, Connecticut, erigidas entre 1966 y 1969; el Tegel Harbor Housing en Berlín, construido entre 1980 y 1987; el edificio para la Universidad de Ciencias de Oregón en 1985, la Iglesia de la Natividad en el Rancho de Santa Fe en 1990 y la Exposición Universal de Chicago de 1992.
De entre todas, su intervención más importante fue llevada a cabo entre los años de 1977 a 1979 en Nueva Orleans. Se trata de una actuación en la Piazza d’Italia de dicha ciudad, donde, haciendo uso de un lenguaje postmoderno, proyectó un escenario urbano en el que se reprodujeron formas arquitectónicas clásicas propias del antiguo Imperio romano.
En 1959 firmó un contrato para impartir clases en la Universidad de Berkeley, en California. Entre 1965 y 1970 actuaría en calidad de decano en la Universidad de Yale, y en 1975 regresó de nuevo a California para dar clases en la UCLA. Su actividad docente le llevó asimismo hasta la Universidad de Austin, en Texas, donde desempeñaría por última vez dicha función.
Como escritor también adquirió una destacada notoriedad. Llegó a publicar una docena de libros, los cuales, aunque no todos traducidos al español, siguen editándose en la actualidad en su lengua original.